# كيرسيتين

تركيب الـ Quercetin

كيرسيتين (Quercetin) من كلمة quercus باللاتينية ومعناها «شجرة البلوط»: هي مادة لونية نباتية من مجموعة البولي فينول وفلافونويد. وينتمي في الفلافونات /«بنتاهيدروكسيفلافون» إلى المجموعة التحتية للفلافونول. الكيرسيتين هو ناتج من أكسدة سيانيدين المنتمية إلى مجموعة المواد اللونية أنثوسيان.
في نفس الوقت الكيرسيتين هي مادة غذائية هامة وتوجد في الشاي الأخضر والبصل والحنطة السوداء والعنب والمشمش والتفاح والأناناس والفلفل الأصفر وهي المسؤولة عن إعطائها اللون الأصفر الزاهر. غذائيا يعمل الكيريستين على ابطال فاعلية الجذور الكيميائية (جزيئات مؤينة) الضارة في الجسم. لذلك يجب أن يشمل الغذاء تلك الثمار المفيدة لصحة الجسم. فائدة الكيريستين لا تقتصر على تأثيره الطيب على الجذور الكيميائية بل أنه أيضا يدعم عمل المعدة والطحال حيث يساعد على الهضم.

## تركيبه الكيميائي
يتكون جزيء الكيرسيتين من ثلاثة حلقات بنزين مندمجة كما في الشكل.

## اقرأ أيضا
- خضروات
- أنثوسيان
- كاروتينات
- مؤشر الأس الهيدروجيني
- بنزين (حلقة)
- بيتالين
- مورين